# Ik hou van alle vrouwen
Ik hou van alle vrouwen is een Nederlandstalig lied in 1904 gecomponeerd en geschreven door de Nederlandse liedjesschrijver Koos Speenhoff onder de titel Een Verklaring. De melodie toont een grote verwantschap met het laat-zestiende-eeuwse volkslied Het waren negen soldaten (Antwerps Liedboek, p. 170).
De tekst verhaalt van iemand die van alle vrouwen houdt die hij tegenkomt ongeacht hun karakter. De liedtekst bestaat uit opeenvolgende kwatrijnen met een eerste versregel op de variant 'Ik hou van alle vrouwen'. De eerste strofe luidt:
Ik hou’ van alle vrouwen
Mijn hart is veel te groot

Mijn hart is veel te groot

Daar ben ik mee geboren

Daar ga ik ook mee dood

Daar ga ik ook mee dood

## Uitvoeringen
In België werd het nummer bekend door een uitvoering van de Belgische band Rum uit 1974, met een arrangement van Wiet Van de Leest, de violist van de groep die ook op de opname te horen is naast Paul Rans. De tekst werd gezongen door Dirk van Esbroeck. Deze versie verscheen op het album Rum 2 uit 1974.
In 1986 volgde een vertolking door Hans de Booij als Alle Vrouwen met het arrangement van Van de Leest. In 2023 werd een nieuwe "2.0 versie" uitgebracht.
Latere versies zijn gemaakt door de Belgische groep Dust (1991), Mama's Jasje (1997) en Arjon (2005).